# Művelet (programozás)
A programozási nyelvek rendszerint támogatnak műveleteket: olyan nyelvi konstrukciókat, amelyek általánosságban a függvényekhez hasonlóan viselkednek, de szintaktikailag vagy szemantikailag eltérnek a szokásos függvényektől. A legegyszerűbb általános példák között vannak az aritmetikai (az összeadásra +, összehasonlításra >) és logikai műveletek (mint AND vagy más nyelveken &&). Összetettebb példaként megemlíthető az értékadás (rendszerint = vagy :=), tag hivatkozása egy rekordban vagy egy objektumban (rendszerint .), és a hatókör-feloldás művelet (leggyakrabban ::). A programozási nyelvek általában tartalmaznak egy sor beépített műveletet, és néhány nyelv lehetővé teszi a felhasználó által definiált műveletek használatát is.

## Szintaxis
Szintaktikailag a műveletek rendszerint különböznek a függvényektől. A legtöbb programnyelvben, a függvények egy speciális formátumú prefix műveletként értelmezhetőek, adott precedencia szinttel és asszociativitással, gyakran kötelező zárójelezést használva, pl. Func(a) (vagy (Func a) a LISP programozási nyelvben). A programozási nyelvek többsége támogatja a programozó által definiált függvények használatát, de ez önmagában nem teszi lehetővé a programozó által definiált műveletek használatát, ha azokhoz nem elegendő a prefix írásmód és az egyetlen (nyelvfüggő) precedencia szint. Szemantikailag a műveleteket úgy tekinthetjük, mint speciális formájú függvényeket, eltérő hívási írásmóddal és korlátozott számú paraméterrel (rendszerint 1 vagy 2).
A műveleti jel elhelyezkedése az operandusokhoz képest lehet prefix (Lengyel írásmód - operandusok előtti műveleti jel), infix (operandusok közötti műveleti jel) vagy posztfix (operandusok utáni műveleti jel), és egy műveleteket tartalmazó kifejezés szintaxisa függ a műveletek aritásától (az operandusok számától), a precedenciájuktól, és (ha értelmezhető) az asszociativitásuktól. A legtöbb programozási nyelv a kétváltozós (bináris) műveleteket és néhány egyváltozós (unáris) műveletet támogat, ritkán több operandusos műveletet is, mint például a ?: művelet a C nyelvben, amely háromváltozós (ternáris). Az egyváltozós műveletek általában prefix írásmódúak, mint például az egyváltozós mínusz (negáció) -x, esetenként posztfix írásmódúak, mint például az utólagos (változó kiértékelését követő) értéknövelés művelet x++; a kétváltozós műveletek pedig infix írásmódúak, mint például az x + y vagy az x = y. A kettőnél több operandust használó infix írásmódú műveletek további szimbólumokat igényelnek, mint például a háromváltozós, infix ?: művelet a C nyelvben (kóddal írva a ? b : c) – valójában erre ez az egyetlen közismert példa, emiatt gyakran a háromváltozós infix műveletként is emlegetik. A prefix és a posztfix írásmódú műveletek viszont könnyen használhatóak tetszőleges operandus számmal, például 1 2 3 4 +.
Néha bizonyos nyelvek egyes elemeit „matchfix” vagy „cirkumfix” műveletként is említik, hogy egyszerűsítsék a nyelv leírását vagy értelmezését. Egy cirkumfix műveleti jel, két vagy több részből áll (szimbólum párok), amik közrefogják az operandusokat. A cirkumfix műveleteknek a legmagasabb a precedenciája, a tartalmuk először kerül kiértékelésre, és ez az érték kerül felhasználásra a külső kifejezésben. Az említetteknek megfelelő legismertebb cirkumfix művelet a zárójelezés, amellyel azt jelezzük, hogy egy kifejezés mely részei értékelődjenek ki először. Egy másik példa a fizikából a Dirac féle Braket-jelölés, állapotvektorok skaláris szorzatának jelölésére. A cirkumfix műveleti jelek különösen hasznosak olyan műveletek jelölésére, amik sok, vagy változó számú operandust tartalmaznak.
Általában egy programozási nyelv specifikációja megadja a támogatott műveletek szintaxisát, míg az olyan nyelvek – mint például a Prolog – amik támogatják a programozó által definiált műveleteket, megkívánják, hogy a programozó definiálja a szintaxist.

## Szemantika
A műveletek szemantikája elsősorban az értéktől (jobb vagy bal), a kiértékelés stratégiájától és az argumentumok (operandusok) átadási módjától (érték szerinti, referencia szerinti vagy név szerinti) függ. A nem szokványos kiértékelési stratégia egy példája, a logikai kifejezések rövidzár kiértékelése, ahol a kifejezés tagjaiból csak annyi kerül kiértékelésre, amivel a logikai kifejezés értéke már biztosan megállapítható. Egyszerűen, egy műveleteket tartalmazó kifejezés valamilyen módon kiértékelésre kerül, és aztán az eredmény vagy csupán egy érték lesz (egy jobb-érték), vagy egy értékadást lehetővé tevő objektum (bal-érték).
Egyszerű esetben, ez ugyanolyan mint a szokásos függvényhívás; például az összeadás x + y általánosságban ekvivalens az összead(x, y) függvényhívással, a kisebb-mint összehasonlítás x < y pedig az kisebb_mint(x, y) hívással, vagyis az argumentmok a szokásos módon kerülnek kiértékelésre, aztán valamilyen (függvény kódja szerinti) kiértékelés történik, aminek az eredménye lesz a visszaadott érték. Mindazonáltal a szemantika lehet jelentősen eltérő is. Például, az a = b értékadásnál a „cél” a tag nem kerül kiértékelésre, hanem ehelyett az elhelyezkedése (memóriacíme) kerül felhasználásra b értékének tárolásához – a referencia szerinti paraméterátadás szemantikájának megfelelően. Továbbá, egy értékadás lehet egy utasítás is (explicit megadott érték nélkül), vagy egy kifejezés (értékkel), ahol az érték maga lehet jobb-érték (csak egy érték) vagy bal-érték (aminek értéket lehet adni). További példa lehet, a hatókör-feloldás művelet :: és a tag hivatkozás művelet . (kóddal Foo::Bar vagy a.b) amik nem értékekkel végeznek műveleteket, hanem nevekkel, lényegében a név szerinti paraméterátadás szemantikájával, és a kiértékelt eredményük is egy név lesz.
Bal-értékek értékként való használata műveleteket tartalmazó kifejezésekben különösen említésre méltó a tömbök indexelésénél és az unáris inkrementáló és dekrementáló műveleteknél. C nyelvben például a következő utasítások érvényesek és jól definiáltak, és azért használhatóak ebben a formában, mert ezek a műveletek bal-értéket adnak eredményül:
```
y
 
=
 
++
x
++
;

x
 
=
 
++
a
[
i
];

```

Egy fontos felhasználás, amikor egy balra-asszociatív bináris (két operandusú) művelet módosítja a bal oldali operandust (vagy ott mellékhatásokat okoz) és aztán eredményként erre az operandusra értékelődik ki bal-értékként (vagy fordítva, egy jobbra-asszociatív művelet a jobb oldali operandusára vonatkozóan, habár ez ritkább). Ez megengedi műveletek egy olyan sorozatát, amelyek mindannyian hatással vannak az eredeti operandusra, lehetővé téve egy metódus-láncoláshoz hasonló folyó-interfész kialakítását. Ennek egy gyakori példája a << művelet a C++ iostream könyvtárából, amely lehetővé teszi a folyó kimenetet, a következő példa szerint:
```
cout
 
<<
 
"Hello"
 
<<
 
" "
 
<<
 
"world!"
 
<<
 
endl
;

```

## Felhasználó által definiált műveletek
Egy programnyelv tartalmazhat adott számú beépített műveletet (pl. +, -, *, <, <=, !, =, stb. a C és C++ nyelvekben), vagy lehetővé teheti programozó által definiált műveletek létrehozását (pl. az F#, az OCaml vagy a Haskell). Néhány programnyelvben a műveleti jelek csak speciális karakterek lehetnek, mint például a + vagy a := míg mások megengednek neveket is, mint a div (pl. a Pascal nyelvben).
A legtöbb nyelv rendelkezik beépített (a nyelv részét képező) műveletek egy csoportjával, de nem teszi lehetővé a felhasználó által definiált műveletek használatát, mivel ez jelentősen megnehezíti a forráskód feldolgozását. Egy új művelet bevezetése megváltoztatja a nyelv lexikális specifikációját, ami miatt módosul a lexikális elemzés. A művelet aritása (az operandusok száma) és precedenciája része lesz a nyelv kifejezés-szintaxisának, ezért megváltozik a kifejezés-szintű elemzés is. Például egy @ művelet hozzáadása, megkívánja ennek a karakternek a lexikai felismerését és tokenizálását, és a kifejezés-struktúra (szintaxis fa) függ majd ennek a műveletnek az aritásától és precedenciájától. A legtöbb nyelv a műveletek használatát csak a beépített adattípusokra engedi meg, de vannak amik megengedik a nyelvben létező műveletek használatát felhasználó által definiált típusokra is; ezt hívjuk művelet túlterhelésnek.
Néhány programnyelv lehetővé teszi új műveletek definiálását fordítási időben, de akár futásidőben is. Ez történhet magának a nyelvnek a használatával, vagy más esetekben meta-programozással (ahol a műveleteket egy külön nyelven specifikáljuk). Új műveletek definiálása (különösen futásidőben), gyakran lehetetlenné teszi a programok korrekt statikus elemzését, mivel a nyelv szintaxisa Turing-komplett lehet (egy Turing-gépen szimulálható) így még magának a szintaxis fának a létrehozása is a leállási probléma megoldását kívánná meg (annak eldöntése, hogy egy program egy adott inputtal véges időn belül leáll-e), ami lehetetlen (tetszőleges program-input párokra a megoldhatatlanságot Alan Turing 1936-ban bizonyította). Ez például előfordul a Perl programnyelv és a Lisp néhány dialektusa esetén.

## Példák
A függvényektől szintaktikailag eltérő általános példák a matematikai, számokkal végzett műveletek - mint például a > a „nagyobb mint” műveletre - ahol a műveleti jelek nem felelnek meg a nyelv függvény azonosítókra vonatkozó általános szabályainak és használatuk a függvények hívási szintaxisának. Függvényként a „nagyobb mint” általánosságban egy azonosítóval lenne elnevezve, mint például az nm vagy a nagyobb_mint és függvény szintaxissal lenne meghívva is: nagyobb_mint(x, y). Ehelyett, a művelet egy speciális karaktert > használ (ami külön kerül tokenizálásra a lexikális elemzés alatt), és infix írásmódot (a műveleti jel az operandusok között van), a következő módon: x > y.
Szemantikailag eltérő (a paraméter átadás módjában) általános példák a logikai műveletek, amikre gyakran jellemző a rövidzár kiértékelés: például egy rövidzárral kiértékelt X AND Y konjunkció esetén csak akkor kerül kiértékelésre a második operandus, ha az első operandus értéke nem „hamis”, eltérően attól, ahogyan a nyelvben a függvényhívások érték-szerinti paraméterátadással történnek (pl. AND(X,Y) függvényhívás esetén az érték-szerinti paraméterátadás miatt, mindenképpen kiértékelésre kerülne mindkét operandus). Az X AND Y művelet viselkedése így inkább az if/then/else nyelvi konstrukcióhoz hasonló.
A következő kódpéldában IF ORDER_DATE > "12/31/2011" AND ORDER_DATE < "01/01/2013" THEN CONTINUE ELSE STOP, a műveletek  a > (nagyobb mint), az AND (logikai és), és a < (kisebb mint).
Néhány kevésbé általános művelet:
- Szekvencia művelet (Comma operator)
- Dereferálás művelet (Dereference operator)

## Fordítás (compilation)
A fordító a műveleteket és a függvényeket szubrutin hívásokkal vagy sorosan kifejtett kóddal (ahol minden hívási helyre beillesztésre kerül a teljes hívott kód) valósítja meg a lefordított programban. Néhány a nyelv által támogatott beépített művelet közvetlenül lefordítható kisszámú, a CPU által ismert gépi kódú utasításra, míg másoknak (pl. a string összefűzésre használt + műveletnek) sokkal összetettebb lehet a megvalósítása.

## Művelet túlterhelés
Néhány programozási nyelvben egy művelet lehet ad hoc módon polimorfikus, vagyis lehet (különböző) értelmezése többféle adattípusra, (mint például a Java-ban, ahol a + művelet egyaránt használatos számok összeadására és szövegek összefűzésére is). Az ilyen műveleteket nevezzük túlterheltnek. Az olyan nyelvekben, amik támogatják a programozó általi művelet túlterhelést (mint például a C++) de csak korlátozott számú beépített művelettel rendelkeznek, gyakorta alkalmazzák a művelet túlterhelést, a műveletek egyedi igények szerinti használata érdekében.

## Operandus típuskényszerítés
Néhány programozási nyelv lehetővé teszi, hogy egy művelet operandusain implicit módon típuskonverzió, vagy típuskényszerítés történjen, olyan cél adattípusra, amely alkalmas az adott művelet elvégzéséhez. Például a Perl típuskényszerítési szabályai szerint a 12 + "3.14" művelet eredménye 15.14 lesz. Vagyis a szöveges "3.14" érték, a 3.14 számmá konvertálódik a művelet elvégzése előtt. Továbbá, mivel a 12 egy egész szám, a 3.14 pedig egy lebegőpontos vagy fixpontos ábrázolású szám (olyan szám, amiben vannak tizedesek), az egész szám is implicit konvertálásra kerül lebegőpontos vagy fixpontos ábrázolású számmá. Ezt követően a művelet két lebegőpontos vagy fixpontos ábrázolású szám összeadásaként kerül végrehajtásra, és az eredmény típusa is ilyen lesz.
A Javascript éppen ellenkező típuskonverziós szabályokat követ ugyanennél a kifejezésnél, itt a 12 egész szám a "12" szöveges értékre konvertálódik, és aztán a művelet két szöveges érték összefűzéseként kerül végrehajtásra, aminek eredménye "123.14" lesz.
Ha egy nyelvben jelen van a típuskényszerítés, a programozónak figyelemmel kell lennie az operandusok típusait és a műveletek eredmény-típusait érintő szabályokra, hogy megelőzze az ezekből fakadó szövevényes programozási hibákat.

## Műveleti képességek programnyelvekben
Az alábbi táblázatban láthatóak néhány programnyelv műveletekkel kapcsolatos képességei, jellemzői:
| Programozási nyelv | Nem alfanumerikus műveleti jelek | Alfanumerikus műveleti jelek | Prefix                                         | Infix | Posztfix | Precedencia                                              | Asszociativitás                                                                 | Túlterhelés                         | Programozó által definiált túlterhelés | Programozó által definiált műveleti jelek |
| ------------------ | --- | --- | ---------------------------------------------- | ----- | -------- | -------------------------------------------------------- | ------------------------------------------------------------------------------- | ----------------------------------- | -------------------------------------- | ----------------------------------------- |
| ALGOL 68           | +* ** * / % %* %× - + < = >= > = /= & -:= +:= *:= /:= %:= %*:= +=: :=: :/=: (A fentebbi műveleteknek van vastagon szedett alfanumerikus megfelelője a következő oszlopban. Néhánynak lentebb, nincs ASCII megfelelője.) ¬ +× ? ^ ˇ ? ? × ÷ ÷× ÷* ? ? ×:= ÷:= ÷×:= ÷*:= %×:= :?: | not abs arg bin entier leng level odd repr round shorten i shl shr up down lwb upb lt le ge gt eq ne and or over mod elem minusab plusab timesab divab overab modab plusto is isnt | Igen                                           | Igen  | Nem      | Igen (a prefix műveleteknek mindig 10-es prioritása van) | Az infix műveletek balra-asszociatívak, a prefix műveletek jobbra-asszociatívak | Igen                                | Igen                                   | Igen                                      |
| C                  | () [] -> . ! ~ ++ -- + - * & / % << >> < <= > <= == != ^ \| && \|\| ?: = += -= *= /= %= &= ^= \|= <<= >>= | sizeof | Igen                                           | Igen  | Igen     | Igen                                                     | Igen                                                                            | Igen                                | Nem                                    | Nem                                       |
| C++ (bővebben)     | () [] -> . ! ~ ++ -- + - * & / % << >> < <= > <= == != ^ \| && \|\| ?: = += -= *= /= %= &= ^= \|= <<= >>= | sizeof typeid new delete throw decltype static cast dynamic cast reinterpret cast const cast                                                                                       | Igen                                           | Igen  | Igen     | Igen                                                     | Igen                                                                            | Igen                                | Igen                                   | Nem                                       |
| Java               | () [] -> . ! ~ ++ -- + - * & / % << >> < <= > <= == != ^ \| && \|\| ?: = += -= *= /= %= &= ^= \|= <<= >>= | new instanceof | Igen                                           | Igen  | Igen     | Igen                                                     | Igen                                                                            | Igen                                | Nem                                    | Nem                                       |
| Haskell            | + - * / ^ ^^ ** == /= > < >= <= && \| >>= >> $ $! . ++ !! : Sokkal több is van az általános könyvtárakban | A függvények nevét ` jelek közé kell tenni | Igen                                           | Igen  | Nem      | Igen                                                     | Igen                                                                            | Igen, Típus osztályok használatával | Igen, Típus osztályok használatával    | Igen                                      |
| Pascal             | * / + - = < > <> <= >= := | not div mod and or in | Igen                                           | Igen  | Nem      | Igen                                                     | Igen                                                                            | Igen                                | Nem                                    | Nem                                       |
| Seed7              | {} [] -> ** ! + - * / << >> & >< \| = <> > >= < <= <& := +:= -:= *:= /:= <<:= >>:= &:= @:= | conv varConv parse conj div rem mdiv mod times mult in not and or digits lpad rpad lpad0                                                                                           | Igen                                           | Igen  | Igen     | Igen                                                     | Igen                                                                            | Igen                                | Igen                                   | Igen                                      |
| Eiffel             | [] + - * / // = /= | not and or jelentése "and then" (és akkor) "or else" (vagy egyébként) | Igen                                           | Igen  | Nem      | Igen                                                     | Igen                                                                            | Nem                                 | Igen                                   | Igen                                      |
| Prolog             | :- ?- ; , . =.. = \= < =< >= > == \== - + / * | spy nospy not is mod | Igen                                           | Igen  | Igen     | Igen                                                     | Igen                                                                            | Nem                                 | Nem                                    | Igen                                      |
| Lisp               | A Lisp minden függvényt és szimbólumot műveletként definiál. A meghatározás következményeként magának a nyelvnek nincsenek műveletei. | | Igen (mivel a műveletek a szokásos függvények) | Nem   | Nem      | Nem                                                      | Nem                                                                             | Nem                                 | Nem                                    | Igen                                      |
| Smalltalk          | (vannak - két karakter hosszúságig) | Az alfanumerikus szimbólumoknál a kulcsszó után vesszőt kell írni | Nem                                            | Igen  | Igen     | Nem                                                      | Nem                                                                             | Igen                                | Igen                                   | Igen                                      |
| Perl               | -> ++ -- ** ! ~ \ + - . =~ !~ * / % < > <= >= == != <=> ~~ & \| ^ & \| ' // .. ... ?: = += -= *= , => | print sort chmod chdir rand and or not xor lt gt le ge eq ne cmp x | Igen                                           | Igen  | Igen     | Igen                                                     | Igen                                                                            | Igen                                | Igen                                   | Nem                                       |

## Fordítás
Ez a szócikk részben vagy egészben a Operator (computer programming) című angol Wikipédia-szócikk ezen változatának fordításán alapul.  Az eredeti cikk szerkesztőit annak laptörténete sorolja fel. Ez a jelzés csupán a megfogalmazás eredetét és a szerzői jogokat jelzi, nem szolgál a cikkben szereplő információk forrásmegjelöléseként.